# Bouillon
Bouillon je občina v Belgiji. Leži v Valonski regiji in Luksemburški provinci.
1. januarja 2012 je imela občina 5.426 prebivalcev.